# Ammoecioides mulanje
Ammoecioides mulanje är en skalbaggsart som beskrevs av Bordat 1985. Ammoecioides mulanje ingår i släktet Ammoecioides och familjen Aphodiidae. Inga underarter finns listade i Catalogue of Life.